# Бисесские соглашения
Бисесские соглашения (порт. Acordos de Bicesse) — соглашение о прекращении огня, национальном примирении и переходе к многопартийной демократии, заключённое между правительством Анголы и организацией УНИТА при посредничестве Португалии, США и СССР 1 мая 1991 года. Кульминацией реализации подписанных в Лиссабоне соглашений стали первые в истории Анголы всеобщие парламентские и президентские выборы, но проигравшая их УНИТА и её лидер Жонаш Савимби отказались признать их результаты, что в скором времени привело к возобновлению гражданской войны.

## Предпосылки
К моменту освобождения Анголы от португальской колониальной зависимости в 1975 году на её территории действовали три национально-освободительных движения — Народное движение за освобождение Анголы (МПЛА), Национальный фронт освобождения Анголы (ФНЛА) и Национальный союз за полную независимость Анголы (УНИТА). Уже к моменту провозглашения государственной независимости между этими движениями началась вооружённая борьба, в результате которой контроль над большей частью страны установила МПЛА благодаря военной поддержке СССР и коммунистической Кубы. Хотя ФНЛА пользовалась поддержкой Заира, а УНИТА — ЮАР, в военном отношении они не смогли противостоять МПЛА. Хотя после первого этапа гражданской войны ФНЛА была по сути ликвидирована, УНИТА, позиционировавшая себя как прозападную и антикоммунистическую организацию, и после этого успешно вела против правительства Анголы гражданскую войну при открытой поддержке со стороны ЮАР и секретной — со стороны США (в период между 1985 и 1991 годом потративших на секретную помощь УНИТА 250 млн долларов). В 1987 году, когда крупномасштабное военное противостояние в районе Квито-Кванавале закончилось патовой ситуацией, ангольские власти произвели переоценку положения и начали предпринимать шаги по достижению дипломатического урегулирования конфликта, поскольку уверились в невозможности полной военной победы. Кроме того, в 1988 году появились сомнения в том, что неограниченные поставки советского вооружения будут продолжаться и дальше, что также способствовало смене курса МПЛА. Действующее руководство Анголы, установившее в стране однопартийный режим, к этому моменту показало свою экономическую несостоятельность, не сумев реализовать реформы и полагаясь на ненависть значительной части населения к УНИТА и богатые сырьевые запасы Анголы для обеспечения своей власти.
Уже в декабре 1988 года в Нью-Йорке было подписано первое соглашение о прекращении огня между президентом Анголы Жозе Эдуарду душ Сантушем и лидером УНИТА Жонашем Савимби. Это соглашение носило международный характер, и в нём не затрагивались никакие аспекты внутренней политики. На этом этапе МПЛА была не готова отказаться от просоветского курса, и в конечном итоге насилие в Анголе так и не прекратилось.
Международное давление на МПЛА и УНИТА возрастало, и весной 1991 года при посредничестве «тройки» в составе Португалии, США и СССР в Лиссабоне были подписаны уже подробные соглашения о прекращении огня и переходе Анголы к многопартийной демократии. Переговоры, завершившиеся 1 мая подписанием так называемых Бисесских соглашений (по месту подписания — пригороду Лиссабона Бисессе), проходили практически без участия представителей ООН, подключившихся к процессу только в самом конце.

## Содержание соглашений
Бисесские соглашения предусматривали полное прекращение на первом этапе реализации, де-факто с 15 мая и де-юре с 29 мая 1991 года, боевых действий на всей территории Анголы как со стороны правительственных войск (ФАПЛА), так и со стороны повстанческих формирований УНИТА (ФАЛА), освобождение военных и гражданских пленных, а также прекращение обеими сторонами враждебной пропаганды в отношении друг друга. В соглашении подробно регламентировалась деятельность наблюдательных групп, в задачу которых входило подтверждение прекращения боевых действий.
После прекращения огня предполагалось осуществить демобилизацию военизированных формирований и интеграцию их членов в вооружённые силы Анголы. Предполагалось, что сухопутные силы будут формироваться на паритетной основе — по 20 тысяч человек с каждой стороны, тогда как основу военно-воздушных и военно-морских сил должны были составить действующие части, подконтрольные МПЛА. УНИТА получала право на свободное ведение политической деятельности в Анголе в рамках пересмотренной конституции страны, предусматривающей с этого момента многопартийную политическую систему, а в дальнейшем, осенью 1992 года, были запланированы всеобщие выборы президента и Национальной ассамблеи под контролем международных наблюдателей.

## Начало реализации и срыв соглашений
Бисесские соглашения были подписаны обеими сторонами под сильным нажимом «тройки» стран-посредников и изначально их не устраивали. В особенности это касалось МПЛА, опасавшихся, что в результате открытых выборов УНИТА может прийти к власти в Анголе; УНИТА, напротив, подписывала соглашения в основном по этой причине, рассчитывая в отсутствие возможностей для военной победы добиться власти мирным путём. Таким образом, в предстоящем мирном процессе ключевой должна была стать роль посредников и международных наблюдателей, которым предстояло предотвратить возврат к насилию.
В действительности процесс перехода к гражданскому миру и многопартийной демократии был полностью поручен сторонам, ещё накануне бывшим непримиримыми врагами. Никаких промежуточных совместных органов управления до выборов не было создано, а на период после выборов не было предусмотрено создания коалиционного правительства: вместо этого обе стороны руководствовались принципом «победитель получает всё». Накануне выборов представители УНИТА открыто выступали против идеи коалиции с МПЛА. Основной посредник — Соединённые Штаты — в этом вопросе поддерживали УНИТА, рассматривая мир в Анголе не как самодостаточную цель, а как средство перехода власти к этой организации. Роль ООН, которая могла бы предоставить своих наблюдателей и миротворческие силы для поддержания порядка, была намеренно сведена к минимуму.
Однако поскольку никакого промежуточного органа власти, где будут совместно представлены МПЛА и УНИТА, на короткий срок до всеобщих выборов предусмотрено не было, власть полностью оставалась в руках действующего правительства Анголы. УНИТА устраивало такое положение вещей, так как её лидеры не хотели досрочно брать на себя ответственность за какие-либо проблемы. В то же время УНИТА, вместо того, чтобы, как предполагали Бисесские соглашения, провести демобилизацию своих частей и восстановить единый контроль над страной, при полном попустительстве со стороны стран-гарантов и международного сообщества сохраняла как свои вооружённые силы, так и управление над отдельными регионами Анголы. Тем временем МПЛА мобилизовала доступные ей административные ресурсы, включая государственный бюджет и подчинённые государству СМИ, для победы на выборах. Одновременно создавались лояльные правительству полувоенные формирования, вступавшие в вооружённые стычки с отрядами УНИТА. В итоге у значительной части населения отношение к УНИТА, не выполнявшей условия соглашения и по-видимому равнодушной к судьбе страны, изменилось к худшему, а поддержка МПЛА выросла.
Выборы состоялись в оговоренный Бисесскими соглашениями срок, несмотря на то, что процесс разоружения УНИТА и интеграции вооружённых сил не был завершён. На парламентских выборах МПЛА одержала убедительную победу, набрав на национальном уровне 54 % голосов против 34 % у УНИТА. На президентских выборах душ Сантушу не хватило для победы в первом туре долей процента (49,7 % против 40,7 % у Савимби), что согласно регламенту выборов означало проведение второго тура. Наблюдатели ООН признали проведенные выборы «в целом свободными и честными», но УНИТА и другие проигравшие партии обвинили правительство в фальсификациях, отказавшись признать результаты выборов действительными. Члены УНИТА по всей стране были снова поставлены под ружьё, и лидеры организации были намерены использовать эту военную силу для подкрепления своих требований. В ответ МПЛА организовала «превентивный удар»: в Луанде и столицах провинций были атакованы штаб-квартиры УНИТА. Поскольку сторонники Савимби располагали в Луанде значительным арсеналом, потери в этих событиях, известных впоследствии как «Хэллоуинская резня», понесли обе стороны. Попытка международного сообщества снова немедленно вернуть обе стороны за стол переговоров провалилась, и боевые действия по всей стране возобновились в полном масштабе. ООН возложила ответственность за возобновление насилия на УНИТА, так как ранее её наблюдатели признали результаты выборов, оспариваемые Савимби, честными. Прошло два года, прежде чем новые предложения, выработанные международным сообществом, легли в основу Лусакского протокола — нового, уже третьего соглашения о прекращении огня между правительством Анголы и УНИТА.